# Скиуен
Скю̀ен (на английски: Skewen; на уелски: Sgiwen, Сгѝуен) е село в Южен Уелс, графство Нийт Порт Толбът. Разположено е край река Нийт на около 30 km северно от столицата Кардиф. От южната му част започва град Нийт. Добив на каменни въглища. Има жп гара. Населението му е 8500 жители според данни от преброяването от 2001 г.

## Личности
Родени
- Бони Тайлър (р. 1951), уелска рок и поппевица